# 卡罗尔·格雷德
卡罗琳·维德尼·卡罗尔·格雷德（英語：Carolyn Widney "Carol" Greider，1961年4月15日—），美国分子生物学家，现任约翰·霍普金斯大学分子生物学与遗传学系教授。她因为“发现端粒和端粒酶如何保护染色体”而与伊丽莎白·布莱克本和杰克·绍斯塔克一起获得2009年诺贝尔生理学或医学奖。

## 生平
卡罗尔·格雷德1961年出生于美国加利福尼亚州南部的圣迭戈。她的父亲肯尼思·格雷德是加利福尼亚大学戴维斯分校的一名物理教授。卡罗尔·格雷德很小就随父親搬到加州北部的戴维斯，并在那里成长。1979年从戴维斯高中毕业后，她进入加利福尼亚大学圣巴巴拉分校学习生物，取得学士学位。后进入加利福尼亚大学伯克利分校继续深造，于1987年取得博士学位。
格雷德攻读博士学位期间的导师是伊丽莎白·布莱克本。当时，布莱克本与杰克·绍斯塔克在研究中发现，端粒中一段独特的DNA序列保护染色体免于退化。而格雷德则鉴别出了参与端粒DNA复制的一种逆转录酶——端粒酶。这些研究成果对癌症等疾病的研究具有积极的意义。
博士毕业后，格雷德加入冷泉港实验室成为冷泉港研究员独立开展研究工作。她于1997年加盟约翰·霍普金斯大学医学院，2003年起任该校分子生物学与遗传学系的“丹尼尔·纳森斯教授”（Daniel Nathans Professor）及系主任。同年，成为美国国家科学院和美国艺术与科学院院士。

## 荣誉与奖励
格雷德先后获得过盖尔德纳基金会国际奖（1998年）、里查德·劳恩斯伯里奖（2003年）、威利生物医学奖（2006年）、艾伯特·拉斯克基础医学研究奖（2006年）、迪克森医学奖（2007年）、路易莎·格罗斯·奥尔维茨生物学与生物化学基础研究奖（2007年）、保罗·埃尔利希与路德维希·达姆施泰特奖（2009年）和诺贝尔生理学或医学奖（2009年）。

## 代表性论文
- Greider, C. W. & Blackburn, E. H., , Cell, 1985, 43 (2 Pt. 1): 405–413
- Greider, C. W. & Blackburn, E. H., , Scientific American, 1996: 92–97